# Fünfzig
Fünfzig (50) ist die natürliche Zahl zwischen 49 und 51. Sie ist gerade.

## Mathematik
- 50 ist die kleinste Zahl, die auf zwei verschiedene Arten als Summe zweier Quadratzahlen dargestellt werden kann: 50 = 12 + 72 = 52 + 52.[1]
- Sie kann außerdem als Summe dreier Quadratzahlen (50 = 32 + 42 + 52) sowie vierer Quadratzahlen (50 = 62 + 32 + 22 + 12) dargestellt werden.
- Sie ist durch ihre Quersumme teilbar und daher die 23. Harshad-Zahl.
- 50 ist der fünfte gerade Nichttotient, da die Gleichung φ(x) = 50 keine Lösung hat.
- Sie ist auch der vierte gerade Nichtkototient, da die Gleichung x − φ(x) = 50 keine Lösung hat.
- 50 ist die vierte sechseckige Pyramidenzahl.
- 50 = 12 + (12 + 22) + (12 + 22+ 32) + (12 + 22 + 32 + 42)
- 50 % sind die Hälfte. Daher bezeichnet der Begriff fünfzig-fünfzig (50/50) eine Aufteilung in zwei gleiche Teile.

## Bedeutungen

### Wissenschaft
- 50 ist die Ordnungszahl von Zinn.
- In der Kernphysik ist 50 die fünfte magische Zahl.
- Die Netzfrequenz beträgt in Europa 50 Hertz.

### Religion
- Pfingsten ist am 50. Tag der Osterzeit.
- In der jüdischen Kabbala gibt es 50 Tore der Weisheit/des Verständnisses und 50 Tore der Unreinheit.
- Im Judentum ist jedes 50. Jahr ein Erlassjahr.
- Im 1. Buch Mose will Gott Sodom verschonen, falls Abraham in der Stadt 50 Gerechte findet.[2]
- Das Buch Genesis hat 50 Kapitel.

### Sport
- 50-km-Gehen ist eine olympische Disziplin, 50-Meter-Lauf nicht.
- Eine lange Schwimmbahn ist 50 Meter lang.
- In Cricket-One-Day-Internationals ist die Anzahl der Overs auf 50 begrenzt.
- Wenn im Schach 50 Züge keine Figur geschlagen und kein Bauer bewegt wird, geht die Partie remis aus (50-Züge-Regel).

### Sprache
- Das römische Symbol für die 50 ist L. Das lateinische Präfix ist Quinquaginti-.
- Der griechische Buchstabe Ny hat den Zahlenwert 50. Das Präfix ist Pentaconta-.
- Der hebräische Buchstabe Nun hat Zahlenwert 50.
- Japanische Silbenschriften werden in der 50-Laute-Tafel zusammengestellt.
- 50 ist die 17. Zahl, deren Zahlwort nicht zusammengesetzt ist.

### Anderes
- Die Vereinigten Staaten bestehen aus 50 Bundesstaaten.
- In der Europäischen Union, der Schweiz sowie vielen anderen Staaten sind 50 Kilometer pro Stunde innerorts die zulässige Höchstgeschwindigkeit.
- 50 ist eine häufige Zahl in Währungseinheiten, in der Eurozone etwa gibt es die 50-Cent-Münze und den 50-Euro-Schein.
- 50 Millimeter sind die Brennweite einer Kleinbildkamera bzw. eines 35-mm-Films.
- Laut Lukians „Ueber den mimischen Tanz“ gab es 50 Argonauten.
- In der griechischen Mythologie gab es 50 Nereiden und 50 Danaiden.
- Die Goldene Hochzeit beschließt 50 Jahre Ehe.
- 50:50 (auch 5050) ist eine KI-Musikvideo-Creator-Plattform, das in Folge eines Wettbewerbs entstanden ist und wie der Wettbewerb von dem britischen Musiker, Singer-Songwriter und Videokünstler Peter Gabriel 2025 gestartet wurde.